# Юхан Тралла
Юхан Тралла (ест. Juhan Tralla народився 18 квітня 1974 в Таллінні, Естонія) — естонський оперний співак, тенор.

## Життєпис
У 1997 закінчив Естонську академію музики як скрипаль.
У 1998—2002 навчався у Віденському університеті музики.
З 2000 — соліст Vienna Volksoper.
З 2003 співпрацює з Естонським Національним оперним театром, Московським «Новим театром опери», Німецьким національним театром Веймара та Муніципальним театром Мюнстера, Нідерландським Tonkunstler Orkester, Московським симфонічним оркестром, Естонським національним симфонічним оркестром та багатьма іншими.

## Творчість
Його репертуар становлять твори Баха, Моцарта, Гайдна, Россіні, Верді, Пуччіні, Яначека та інших композиторів.

## Відзнаки
У 2003 році виграв Гран-прі на Sabin Dragoi Competition в Тімішоарі, Румунія.